# N,N′-Di-o-tolylguanidin
N,N′-Di-o-tolylguanidin ist eine chemische Verbindung aus der Gruppe der Guanidinderivate.

## Gewinnung und Darstellung
N,N′-Di-o-tolylguanidin kann aus o-Toluidin und Chlorcyan gewonnen werden.

## Eigenschaften
N,N′-Di-o-tolylguanidin ist ein brennbarer, weißer Feststoff, der praktisch unlöslich in Wasser ist. Bei Erhitzung zersetzt er sich, wobei Stickstoffoxide, Kohlenmonoxid und Kohlendioxid frei werden können.

## Verwendung
N,N′-Di-o-tolylguanidin wird als Vulkanisationsbeschleuniger und Urtitersubstanz, sowie als Zwischenprodukt für organische Synthesen verwendet.

## Sicherheitshinweise
N,N′-Di-o-tolylguanidin ist selbst nicht krebserzeugend, kann aber herstellungsbedingt noch o-Toluidin enthalten, welches krebserzeugend ist. Bei einem Gehalt von mehr als 0,1 Prozent o-Toluidin ist das Gemisch deshalb als krebserzeugend zu betrachten.

## Verwandte Verbindungen
- 1,3-Diphenylguanidin